# Aeroportul Glen Innes
Aeroportul Glen Innes (IATA: GLI, ICAO: YGLI) este un aeroport din Glen Innes⁠(d), Noul Wales de Sud, Australia. A fost numit după Glen Innes⁠(d).
Situat la o altitudine de 1.041 m, aeroportul dispune de o singură pistă.